# Астрономічний комплекс Ель-Леонсіто
Астрономічний комплекс Ель-Леонсіто (ісп. Complejo Astronómico El Leoncito, скор. CASLEO) — астрономічна обсерваторія у провінції Сан-Хуан Аргентини. CASLEO є однією з двох обсерваторій, розташованих у національному парку Ель-Леонсіто, частині країни, в якій рідко трапляється хмарне  небо. Іншим астрономічним закладом у парку є астрономічна станція Карлоса У.Сеско обсерваторії Фелікса Аґілара. CASLEO була заснована 1983 відповідно до угоди між Національною науково-технічною дослідницькою радою (CONICET) Аргентини, Міністерством науки, технології та інновації (MINCYT) Аргентини, Національним університетом Сан-Хуана (UNSJ), Національним університетом Ла-Плати (UNLP) та Національним університетом Кордови (UNC). Заклад відкрив свої двері 1986 року, а регулярні спостереження розпочались 1987 року.
Телескопи CASLEO розташовані на двох окремих ділянках у парку Ель-Леонсіто. Телескоп ім. Хорхе Сахаде та субміліметровий телескоп розташовані на головній ділянці на кордоні з Пампою де ла С'єнага дель Медіо (ісп. Pampa de la Ciénaga del Medio), разом з супровідними будівлями. Телескоп ім. Гелен Соєр Хогг, телескоп Г'єліметті та Астрограф для південної півкулі розташовані на Серро Бурек, приблизно за 1,6 км на північний схід та на 85 м вище. Дві ділянки розділені Арройо Ель Леонсіто, яка тече на захід у Барреал Бланко у Пампі де Ель Леонсіто. Транспортна відстань між двома ділянками становить приблизно 7 км.

## Телескопи

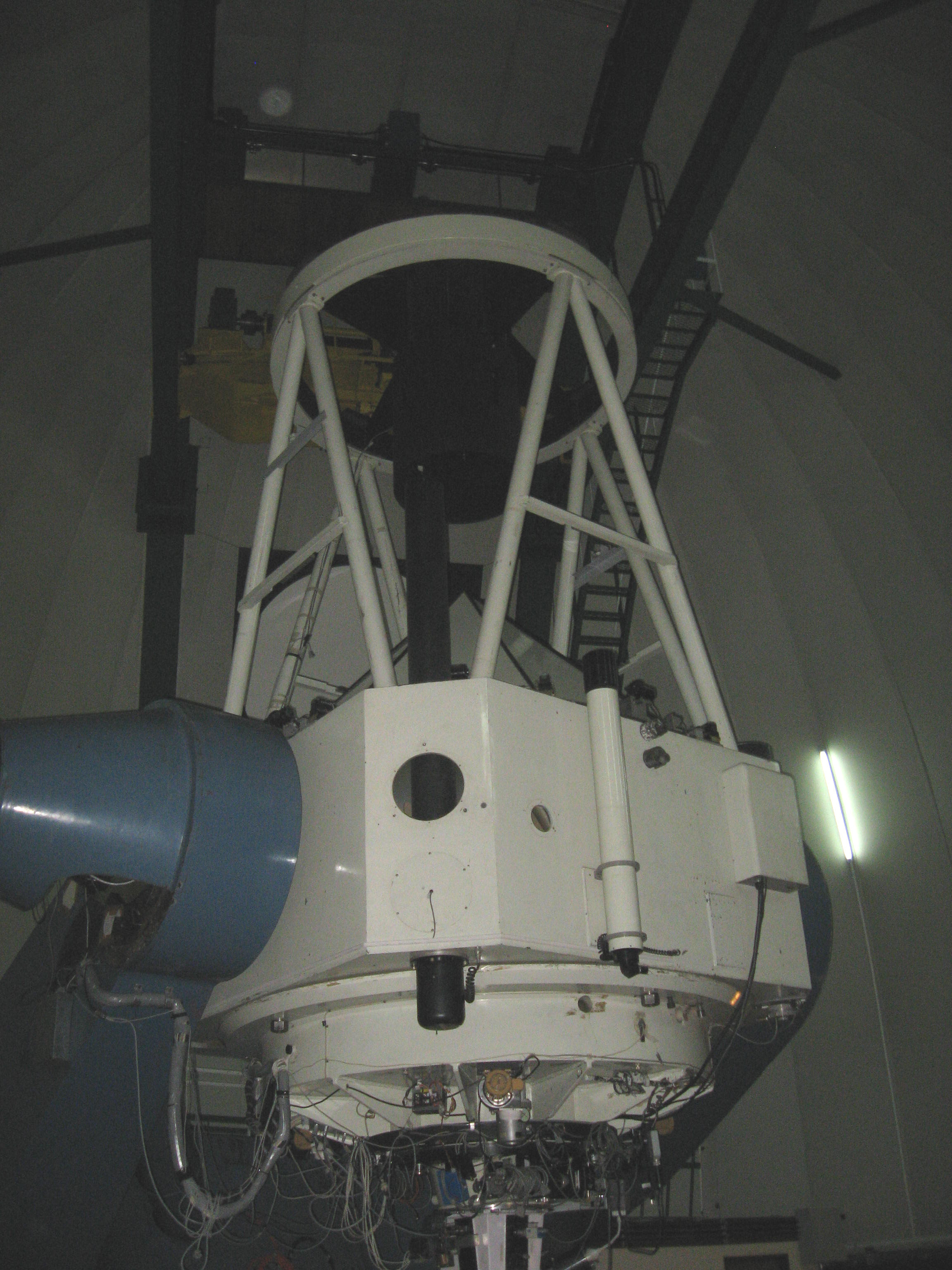
Телескоп імені Хорхе Сахаде

- 2,15 м телескоп імені Хорхе Сахаде (ісп. Jorge Sahade) — це рефлектор Річі — Кретьєна, збудований Boller & Chivens. Сорокатонний телескоп змонтований на екваторіальному кріпленні. Він був встановлений в обсерваторії 1984 року та почав регулярні спостереження 1987 року[4], але початково його придбав Національний університет Ла-Плати ще у 1960-ті.[2];
- 1,5 м сонячний субміліметровий телескоп (SST) — сонячний радіотелескоп, спроєктований для спостережень за сонячними спалахами на двох довжинах хвиль субміліметрового діапазону. Він був створений у партнерстві CASLEO та Центру Маккензі радіоастрономії та астрофізики Бразилії, з меншою участю інших організацій. SST був встановлений 1999 року та почав регулярні спостереження 2001 р.[5];
- 0,61 м телескоп ім. Гелен Соєр Хогг — класичний рефлектор Кассегрейна, збудований «Competition Associates» та встановлений 1971 року у Південній обсерваторії університету Торонто, яка розташовувалась у обсерваторії Лас-Кампанас, Чилі. 1997 року Південна обсерваторія університету Торонто була закрита, а телескоп надали у вічну оренду CASLEO, де його встановили 1998 р.[6]. До переміщення телескоп був присвячений Гелен Соєр Хогг;
- 0,45 м Астрограф для південної півкулі (ASH) — рефлектор на екваторіальному кріпленні. Це партнерський проєкт CASLEO та Астрофізичного інституту Андалусії, Іспанія[7];
- 0,41 телескоп ім. Орасіо Г'єліметті (ісп. Horacio Ghielmetti, THG) — рефлектор Шмідта-Кассегрейна, створений «Meade Instruments» та встановлений на екваторіальному кріпленні. Він управляється CASLEO та Інститутом астрономії та космічної фізики Аргентини[8].